# Дитрих II фон Берка
Дитрих II фон Берка (на немски: Dietrich II, Graf von Berka; † сл. 1225) е граф на Берка на река Илм в Тюрингия. Споменат е през 1192 г.

## Произход и наследство
Той е единственото дете на граф Дитрих I фон Берка († сл. 1178). Внук е на граф Беренгер I фон Лора († сл. 1116) и Гева фон Зеебург († сл. 14 февруари 1152), дъщеря на граф Вихман I фон Зеебург († ок. 1115) и Берта фон Брена († 1152/1156). Правнук е на Дитрих фон Линдербах и Ута от Тюрингия, дъщеря на ландграф Лудвиг Брадати от Тюрингия († 1080) и Цецилия фон Зангерхаузен, наследничка на Зангерхаузен. Братовчед е на граф Лудвиг II фон Лора († 1164) и на Берингер фон Лора († сл. 1119).
Дитрих II произлиза от род Лудовинги. Баща му граф Дитрих I фон Берка е споменат за пръв път в документи през 1154 г. През 1272 г. фамилията на графовете фон Берка изчезва. През 1280 г. собственостите им отиват на графовете фон Рабенсвалде чрез женитбата на Елизабет фон Мансфелд († 3 юни 1320), дъщерята на Херман фон Мансфелд-Остерфелд и Хайлвиг фон Берка, дъщеря на Дитрих III фон Берка. Ок. 1310 г. господството Берка отива на графовете фон Орламюнде, чийто син граф Херман IV/V фон Орламюнде, господар на Ваймар († 1319), се жени пр. 24 ноември 1290 г. за Мехтилд фон Рабенсвалд († 1334/1338), дъщеря на Рабенсвалдерите. През 1370 г. господството Берка е продадено на съседните господари фон Бланкенхайн.

## Фамилия
Дитрих II фон Берка се жени пр. 11 ноември 1192 г. за фон Глайхен-Тона, дъщеря на граф Ервин II фон Глайхен († 1192/1193). Те имат един син:
- Дитрих III фон Берка 'Млади' († между 13 декември 1251 – 7 юли 1252), граф на Берка, основава през 1243 г. манастир Берка, женен за Хайлвиг фон Лобдебург († сл. 1252), дъщеря на Хартман фон Лобдебург († сл. 1227); родители на:
  - Хайлвиг фон Берка († сл. 1285), омъжена пр. 1269 г. за бургграф Херман II фон Нойенбург и Фрайбург, граф фон Мансфелд, Берка и Остерфелд († сл. 1308), син на граф Херман I фон дер Нойенбург, бургграф на Нойенбург и Фрайбург († 1269/1271) и Гертруд фон Мансфелд († сл. 1230); родители на:
    - Елизабет фон Мансфелд († 3 юни 1320), омъжена пр. 8 юли 1280 г. за граф Фридрих фон Рабенсвалд († 11 август 1312)

  - Дитрих IV фон Берка († 8 юли 1270; – 5 февруари 1273), граф на Берка
  - Дитрих V фон Берка († сл. 1252), граф на Берка